# 恶性通货膨胀

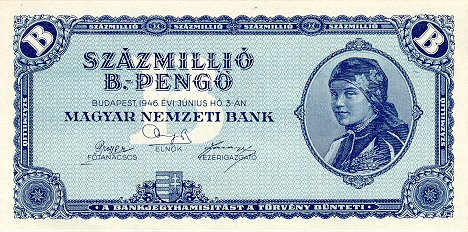
1946年的1垓（10^{20}）匈牙利帕戈是有史以來發行的最大面額紙幣。10垓（10^{21}）匈牙利帕戈紙幣被印刷，但從未發行。

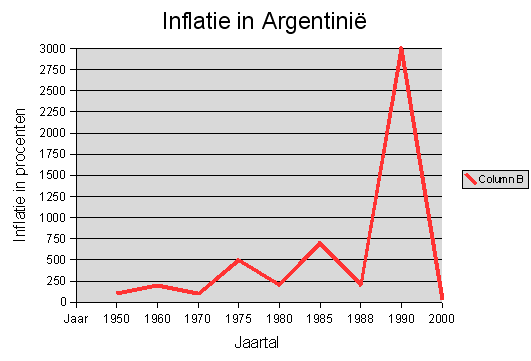
阿根廷恶性通货膨胀

在經濟學上，惡性通貨膨脹（英語：Hyperinflation），簡稱惡性通膨，又稱為過度通膨，是一種失控的通貨膨脹，在物价飞速上涨的情况下，货币也失去了价值。惡性通貨膨脹沒有一個普遍公認的標準界定。一般界定為每月通貨膨脹50%或更多，但很多時在寬鬆上使用的比率會更低。多數的經濟學家認為的定義為「一個沒有任何平衡趨勢的通貨膨脹循環」。當越來越多的通膨現象隨著週期反覆發生便會產生惡性循環。有關惡性通膨的肇因雖有很多爭議，可是當貨幣供給有異常的增加或錢幣大幅的貶值，且常與戰爭（或戰後）、經濟蕭條、及政治或社會動盪联系在一起時，惡性通膨便日益明顯。

## 惡性通貨膨脹定義
1956年，Philip Cagan撰寫的Monetary Dynamics of Hyperinflation，一般被視為最早研究惡性通脹的書目，他當時把每月50%以上的通脹，稱為「惡性通脹」，又或「超通脹」。現時國際會計標準29指惡性通脹具有四項特徵：
- 公眾不願持有現金，寧可把金錢投放在外國貨幣或非貨幣資產。
- 公眾利用外國貨幣，結算自己本國貨幣的資產。
- 信貸是按借款期內的消費力損耗計算，即使該時期不長久。
- 利率、工資、物價與物價指數掛鉤，而3年累積通脹在100%以上。

在日常生活中，公眾輕易感受得到惡性通脹的影響。在一些知名例子中，德國在1920年代初的物價，曾在每49小時增加1倍；1940年代初的希臘被德國佔領時，物價每28小時上升1倍；匈牙利戰後曾每15小時增加1倍。這種極端例子一般在戰事發生，即使近數十年亦時有出現。1993年10月至1994年1月，南斯拉夫每月的通脹就高達百分之3.13億；烏克蘭、秘魯、墨西哥、阿根廷、巴西等，亦在1980或90年代面對嚴重通脹。最近期例子為委內瑞拉。

## 世界各地的惡性通貨膨脹

### 亞洲

#### 中国大陆
中國在1937年日本發動全面侵華戰爭後便陷入了惡性通貨膨脹，在1946年-1949年間達到高潮。政府因開戰而支出大幅增加，但戰後的中國通脹仍在繼續。1947年中华民国政府甚至曾凍結工資，亦無果而終。當時的輿論稱：在百業蕭條的中國，唯一仍在全力開動的工業是鈔票印刷業。1947年發行的鈔票最高面額為5萬元，到了1948年中已到了1.8億。法幣的發行量自抗战結束時的5,569億元增長到1946年發行的超过8.2兆元，而後到1948年時已激增至660兆元。當時甚至有造紙廠以低面額法幣作为生產原料而獲利。

#### 台湾
1948年国民政府實施貨幣政策改革，用新發行的金圓券取代原有流通的法幣，結果不到1年的時間，金圓券的發行額就增至1千萬億，甚至在地區性的新疆省銀行曾在1949年發行了面额为60億圓的紙幣。此次通货膨胀在中国大陆持续至1950年。
在台湾，1945年二次大戰結束，日本無條件投降後退出台灣，原有由日本臺灣總督府在台灣發行使用的「台灣銀行券」在1946年改為「台幣」。在1948年，因為上海金融危機，終於釀成臺幣幣值大幅貶值的惡性通貨膨脹，最高曾發行「一百萬元」面額的本票。
惡性的通貨膨脹使中華民國政府在1949年發行「新台幣」來取代原有的「台幣」（原先的「台幣」改稱「舊台幣」），兌換比率為40,000比1，即40,000元舊台幣兌換1元新台幣。通貨膨脹在1949年-1950年以黃金儲蓄存款辦法，賣出黃金153萬兩，收回「新台幣」，免使發行額超出上限而暫時遏止。韓戰爆發後，此通貨膨脹因為美援及中華民國之改善資源分配而結束。

#### 以色列
以色列於1970年代開始通脹率攀升，由1971年的13%上升到1979年的111%，然後再從1980年的133%躍至1983年的191%和1984年的445%，當時預計通賬率會於一兩年內升到四位數字水平。1985年以色列政府頒布律例凍結所有物價。1985年的通脹率降至185%，比1984年的一半還要少。數月後政府開始對某些東西實施解凍，有些貨品價格要到一年後才獲解凍。1986年的通脹率只有19%。

### 歐洲

#### 奧地利
在1921年至1922年間，奧地利的通貨膨脹達到了134%。最高的鈔票面值為500,000奧匈克朗。

#### 白俄羅斯
白俄羅斯從1984年到1992年期間通脹穩定。1993年貨幣最高金額是5,000盧布，1999年變為5,000,000盧布。2000年的貨幣改革令1新盧布=1,000舊盧布。2005年貨幣最高金額為100,000盧布，等於2000年前的1億盧布。

#### 波士尼亞赫塞哥維納
波士尼亞赫塞哥維納在1993年經歷最嚴重的通脹。1992年，貨幣的最大面額是1,000 第納爾（dinara），到1993年已是100,000,000（一億）第納爾。在塞族共和國（Republika Srpska），貨幣的最大面額由1992年的10,000第納爾變至1993年的10,000,000,000（一百億）第納爾。1993年曾印制過50,000,000,000（五百億）第納爾的鈔票，可是從未發行。

#### 但澤自由市
在第二次世界大戰之前的格但斯克叫作「但澤自由市」，是一個自由市，不屬於任何國家。在1923年，但澤經歷最嚴重的通脹：在1922年，當地最高面額的鈔票只是1000馬克，但到了1923年，最高面額的鈔票已是100億馬克。

#### 格魯吉亞
格魯吉亞在1994年間經歷最惡劣的通脹。1993年貨幣最高面額是100,000拉里（lari）；1994年貨幣最高面額為1,000,000拉里。在1995年的貨幣改革下，1個新的拉里代替1,000,000舊拉里。

#### 德國
德國在1923年至1924年間遇到最嚴重的惡性通貨膨脹。在1922年間，最高的貨幣面值是5萬馬克；而在1923年間，最高的貨幣面值就是100兆馬克（即100万亿马克）。在最嚴重的時候，4.5兆馬克幣僅與1美元等值。1923年時，德國馬克已貶值到孩童整疊整疊當玩具、壁紙、甚至整疊直接扔進暖爐當柴火使用。

#### 希臘
希臘於1944年經歷最嚴重的通脹。1943年貨幣的最大面額是25,000德拉克馬。到1944年，最大面額升至100,000,000,000,000（100兆）德拉克馬。1944年的貨幣改革令一新德拉克馬代替50,000,000,000德拉克馬。1953年的另一次貨幣改革又使1新德拉克馬代替1,000舊德拉克馬。惡性通脹的總體影響：1個1953年的德拉克馬等於50,000,000,000,000（50兆）個1944年前的德拉克馬。希臘的通脹率高達百分之85億。

#### 匈牙利
匈牙利於1945～46年間經歷近代史中最嚴重的通貨膨脹。1945年前，貨幣最高金額為1,000帕戈（Pengő）。在1945年底前，最高金額為10,000,000帕戈。1946年中最高金額是100,000,000,000,000,000,000（1垓，1×1020）帕戈，成為歷史上最高面額的發行貨幣，通貨膨脹率達百分之419京（4.19×1018 %）。亦有1,000,000,000,000,000,000,000（10垓，1×1021）帕戈的鈔票被印製，雖然並未發行。一種特別貨幣，名為稅帕戈（adópengő）被推出，用作繳稅和繳交郵費之用。稅帕戈的價格每天調整，由收音機宣佈。1946年1月1日，1稅帕戈等於1帕戈，到7月底1稅帕戈已經等於2,000,000,000,000,000,000,000（20垓，2×1021）帕戈。
有消息來源指，惡性通脹由一班苏联馬克思主義者策劃，目的是消滅匈牙利的中上階層。1946年的貨幣改革將貨幣改作福林（forint）。之前於1922年至1924年間匈牙利的通脹率高達98%。

#### 塞爾維亞克拉伊納共和國
克拉伊納於1993年經歷過最惡劣的通脹。1992年貨幣最高金額是50,000第納爾（dinara），1993年為50,000,000,000第納爾。這個未被確認的國家於1993年重新納入克羅地亞一部分。

#### 波蘭
波蘭於1990至1993年間經歷最惡劣的通貨膨脹。1989年貨幣最高金額是200,000茲羅提（złotych），1991年變為1,000,000茲羅提，1992年又變為2,000,000茲羅提。1994年的貨幣改革將1個新茲羅提取代10,000舊茲羅提。之前於1992年至1994年期間，波蘭通脹率高達275%。

#### 羅馬尼亞
羅馬尼亞仍在處於穩步通脹期。1998年的最大幣值是100,000列伊 （lei），2000年是500,000列伊，2005年初是1,000,000列伊，2005年7月，1個新列伊代替10,000個列伊。2005年的通脹率為10%，2006年最大幣值是500列伊 (等於5,000,000個舊列伊)。

#### 俄羅斯
於1921年至1922年內戰期間，俄羅斯的通脹率高達213%。
1992年是蘇聯時期後經濟改革首年，通脹率達2,520%，主要原因是1月時物價放寬限制。1993年整年通脹率是840%，而1994年是224%。盧布從1991年1美元兌100盧布跌至1美元兌30,000盧布。1998年1月1日俄羅斯政府重新發行新的盧布，其兌換率為1000舊盧布兌換1新盧布。

#### 土耳其
1990年代，土耳其正面對着最嚴峻的通脹問題，最後更於2001年因通脹問題而陷入經濟衰退期。1995年貨幣的最大金額是1,000,000里拉，到2000年是20,000,000里拉。最近土耳其的通脹率降至單位數字水平，是數十年來首次的。2005年的貨幣改革推出了新土耳其里拉，1新土耳其里拉可兌換1,000,000舊里拉。

#### 烏克蘭
烏克蘭於1993年至1995年經歷過最惡劣的通脹。1993年前，貨幣最高金額是1000庫邦，到1995年，貨幣最高金額是1,000,000庫邦。

#### 南斯拉夫

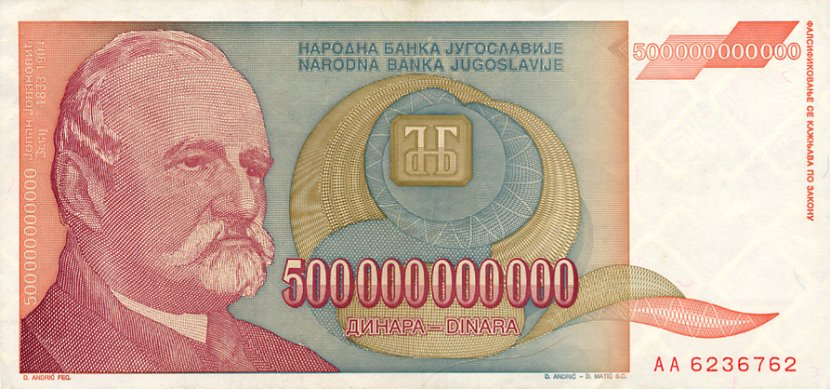
南斯拉夫因為80年代經濟危機發布的巨額鈔票

南斯拉夫從1989年到1994年經歷了惡性通脹期。1988年的貨幣最大面額是50,000第納爾。1989年已是2,000,000第納爾。1990年的貨幣改革令1個新第納爾取代10,000個舊第納爾。1992年的貨幣改革令1個新的第納爾取代10個舊第納爾。1992年的貨幣最大面額是50,000第納爾，到1993年則是10,000,000,000第納爾。1993年的貨幣改革使1個新的第納爾代替1,000,000第納爾，可是在年度結束，最大幣額是500,000,000,000第納爾。一個月後另一次的貨幣改革令1新第納爾 (novi dinar)取代12,000,000第納爾。惡性通脹的整體影響：1單位新第納爾約為1 × 1027~1.3 × 1027個1990年前的第納爾。

### 美洲

#### 阿根廷
由1975到1991年，阿根廷保持着一個較穩定的通貨膨脹。1975年初，最大面額的貨幣為1,000比索（Peso Ley）。到1976年底，最大面額得貨幣為5,000比索。1979年初，為10,000比索。1981年底，面值達到1,000,000比索。1983年貨幣改革，1阿根廷比索（Peso argentino）可以換10,000舊比索。1985年貨幣改革，1 （奥斯特拉爾）可換1,000阿根廷比索。1992年的貨幣改革令1新比索（Peso Convertible，可兌換比索）代替10,000 。惡性通脹的整體影響：1新比索 = 1983年前100,000,000,000（1000億）比索。

#### 玻利維亞
玻利維亞在1984年至1986年間經歷最嚴重的通脹。1984年之前，貨幣的最高面額為1,000玻利維亞披索（Peso boliviano），而到1985年，最高面額已變成1千萬玻利維亞披索。1987年的貨幣改革，使和美元掛鈎的玻利維亞諾（Boliviano）取代玻利維亞披索。

#### 巴西
從1986年到1994年，巴西貨幣（República Velha）因期末的通脹而要三次變換。若將期間的幣值更改計算在內，1個1960年代的克鲁塞罗（cruzeiro）於1994年只值不夠1兆分之1美元（即1万亿分之1美元）。1994年開始採用一種新的貨幣──雷亞爾（real brasileiro），而通脹最終受控。

#### 尼加拉瓜
尼加拉瓜在1987年到1990年間經歷最嚴重的通脹。1987年前，貨幣最高面額是1,000科多巴（córdobas），1987年是500,000科多巴。1988年的貨幣改革令1新科多巴取代1,000舊科多巴。1990年的最大幣值是10,000,000新科多巴。1990年中的貨幣改革令1個金科多巴（córdoba oro）代替5,000,000新科多巴。惡性通脹整體影響：1金科多巴=50億個1988年前的科多巴。

#### 秘魯
秘魯於1984年至1990年間經歷最嚴重的通脹。1984年貨幣的最大面額是50,000金索爾（Soles de Oro）。到1985年已是500,000金索爾。1985年的貨幣改革令1單位印替（Inti）代替1000單位的金索爾。1986年貨幣的最大面額是1,000印替，1990年則是5,000,000印替。1991年的貨幣改革令1新索爾（nuevo sol）代替1,000,000印替。惡性通脹的整體影響：1新索爾=10億個1985年前的金索爾。

#### 委內瑞拉
自2014年起，國際油價由高位130元暴跌至30元，使得依賴石油出口的委內瑞拉經濟受到重挫。2018年，國際貨幣基金組織估計其通脹率高達1,000,000%（一萬倍），經濟萎缩18%。這也是委內瑞拉經濟連續3年出現雙位數經濟委縮，而在過去5年則委縮了一半。

#### 美國
在革命戰爭期間，美國革命政府的大陸會議（Continental Congress）通過發行一套名為「大陸幣」的紙幣。這些紙幣容易被偽造，所以大陸幣也很快貶值。在這時候，一句「一個大陸幣也不值」（not worth a continental，「一文不值」之意）成為一時流行的成語。在內戰的時候，由1861年一月到1865年四月，由南方美利堅聯盟國政府所控制的城市內的物價指數由100升到高達9000。

### 非洲

#### 安哥拉
安哥拉在1991年至1995年經歷了最糟的通貨膨脹。1991年早期，最高面額為50,000寬扎（Kwanzas）。到了1994年，成為500,000寬扎。1995年幣制改革，1新調寬扎(kwanza reajustado)兌換1000寬扎。1995年最高面額為5,000,000新調寬扎。1999年幣制改革，1第二寬扎（Segundo Kwanza）兌換100,000新調寬扎。全部惡性通貨膨脹影響：1第二寬扎 = 1,000,000,000(10億)舊1991年寬扎。

#### 馬達加斯加
馬達加斯加法郎（franc malgache）於2004年經歷衝擊，貶值超過一半，從而引發嚴重通脹。2005年一月一日馬達加斯加阿里亞里（Malagasy Ariary）取代之前的法郎，兌換率為0.2阿里亞里等於1馬達加斯加法郎。2005年五月通脹率上升，引起騷亂，不過之後物價回落，局勢漸趨穩定。

#### 莫桑比克
莫桑比克於1975年獨立時，是世界上最窮的國家。管理不善和殘酷的內戰從1977至1992年導致持續通貨膨脹。1976年的貨幣最大面額是100梅蒂卡爾（meticais）。2004年最大面已達到500,000梅蒂卡爾。2006年中的貨幣改革令1個新梅蒂卡爾（Metical da Nova Família）代替1,000梅蒂卡爾。

#### 薩伊
薩伊於1989年到1996年間經歷通脹。1988年最大幣值是5,000個薩伊（法語：zaïre），到1992年是5,000,000個薩伊。1993年的貨幣改革令1個新薩伊（nouveau zaïre）代替3,000,000舊薩伊。1997年薩伊更改國名成為剛果民主共和國，並將貨幣轉為法郎（franc congolais）。1法郎為100,000新薩伊。惡性通脹的整體影響：1法郎 = 3×1011個1989年前的薩伊。

#### 津巴布韋

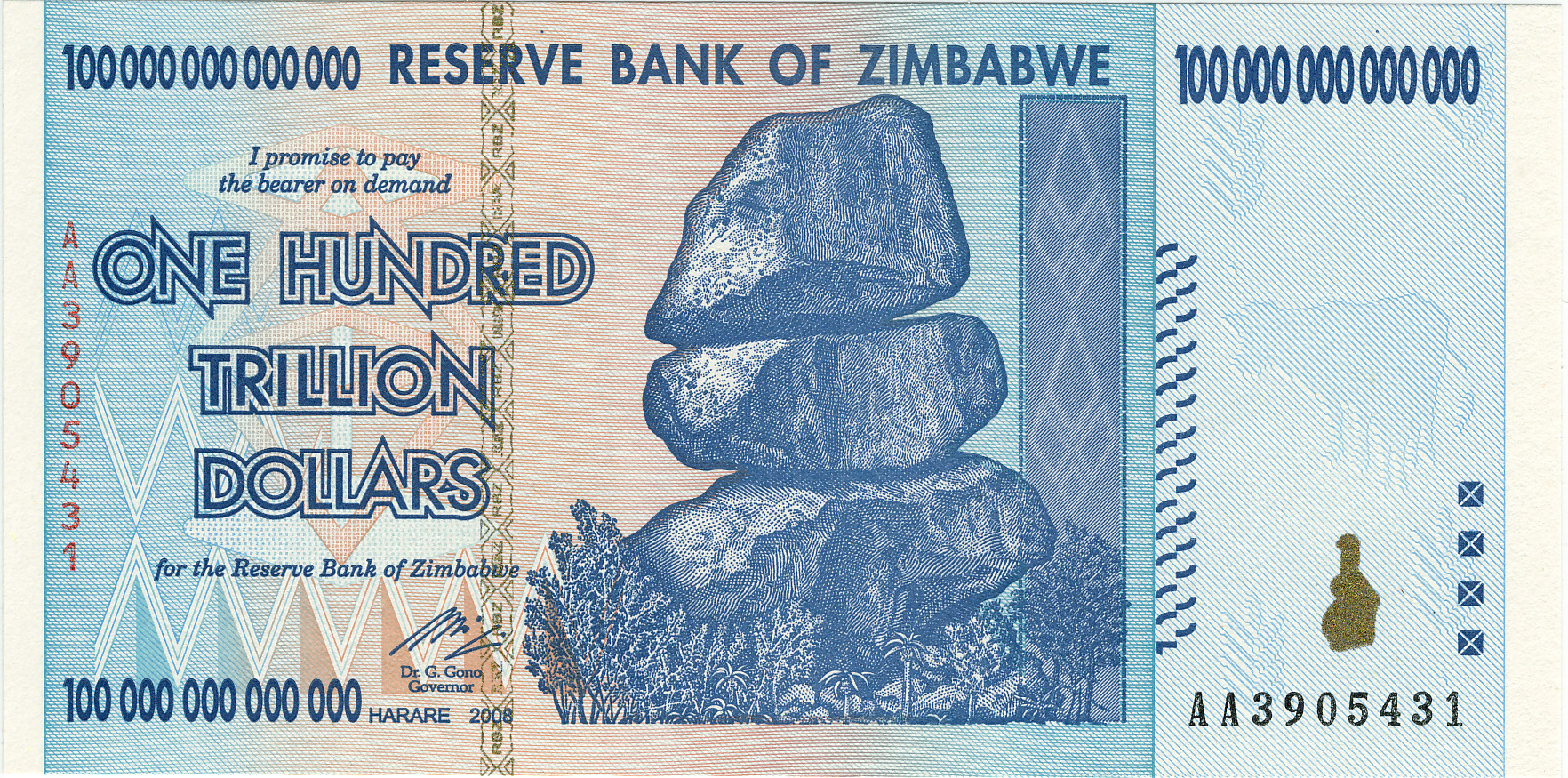
辛巴威儲備銀行於2009年1月發行的100兆面值新辛元紙幣

1980年津巴布韋獨立時一津巴布韋元約等於1.5美元。之後，通脹率高和經濟崩潰令貨幣嚴重貶值，使很多機構轉用美元。
21世紀初津巴布韋開始經歷恶性通货膨胀，通脹率升至2004年初的624%，其後降至3位數字低位，之後攀升至2006年四月1,042.9%的新高。
2006年的2月16日，津巴布韋儲備銀行行長Dr Gideon Gono宣佈政府印了21兆津巴布韋元來換取外幣，以支付國際貨幣基金組織的欠款。
2006年五月初，津巴布韋政府印制一共60兆津巴布韋元的貨幣，用來支付兵警300%和其他公務員200%的薪金加幅。這筆錢不包括在本年財政年度的預算案中，而政府沒有解釋這筆錢的來源。
2007年6月，在津巴布韋的通貨膨脹率已從早先估計的9,000%上升到11,000%。
在2008年5月5日，津巴布韋儲備銀行發行的鈔票的價值1億元和2.5億元，10天后，新的無記名支票，價值5億元（當時約等於2.5美元）印發。5天后，一個新系列的筆記形式的“農支票”的發行面值50億元，250億元，500億元和1000億元（7月21日）。津巴布韋5月份的通貨膨脹率已上升到2,200,000%。官方數字公佈的6月份的通貨膨脹率估計超過11,200,000%。至2008年12月，津巴布韋政府發行100兆面額的新鈔，但實質上僅值25美元。
2015年6月，津巴布韋政府宣佈正式棄用津巴布韋元，民眾可向津巴布韋儲備銀行將所持有的津巴布韋元以3.5京元換一美元的匯率兌換為美元。

### 大洋洲

#### 雅浦島
位於太平洋的雅浦島以前用不同大小的石頭作為貨幣，價值最高的重數噸。石頭由210公里外的帛琉島運送過來，路途遙遠，再加上兩島之間海面情況惡劣，運送過程非常危險，很多石頭於海上不見，令這些石頭貨幣價值高昂。雅浦島居民非常珍惜這些石幣，因為大石不易被偷去，又供應不多。不過1874年有一名愛爾蘭人David O'Keefe將之發展為商機，聘用島民從帛琉用船隻運載大石，然後用這些石頭和島民換取其他物品，例如海參和椰子肉乾。久而久之，數以千計的石頭被運到島上，使原本的石頭貶值。今天除了吸引到遊客的注意，無其他價值。

## 遏止惡性通貨膨脹的三種方法
1. 發行新式貨幣（或其他國家的錢幣），並限期新舊式貨幣的兌換，在兌換期限過後，廢止舊式貨幣的流通使用。（止血）
2. 新式貨幣採取通貨緊縮方式，貨幣的發行量以其政府的黃金儲備等值計算。（重建民眾對於貨幣的信心）
3. 政府介入民生必需品的物價管制，對於有囤積或哄抬物價者予以嚴辦，並以公倉方式穩定物價。（平穩物價）